# Sophie Evans
Sophie Evans, nome artístico de Zsófia Szabó, (Szeged, 20 de fevereiro de 1976) é uma actriz pornográfica húngara. É também creditada em alguns filmes como Sofia Evans, Sofie Evans e Sophia Evans.

## Biografia
Começou a fazer filmes em 1999 e fez até 2005, 205 filmes. Ela faz parte da legião de atrizes do leste europeu que praticamente tomou conta do pornô americano no final dos anos 90 até o começo do século XXI. Esse dominio de atrizes do leste europeu foi sendo dividido ao longo dos últimos anos com as atrizes latinas e asiáticas. Foi casada com Tony Ribas, ator pornô espanhol. Alguns dizem que ela se parece com a modelo e atriz portuguesa Fernanda Serrano.

## Filmografia selecionada
- 100% Blowjobs # 10
- 100% Masturbations # 1
- 110% Natural # 1
- All About Ass # 1, # 16
- Anal Angels # 3
- Anal Bandits
- Anal Hazard # 2
- Anal Perversions # 1
- Anal Toppers
- Ass Lovers # 1
- Blowjob Fantasies # 8, #16
- Gag Factor # 2
- Lex Steele XXX - (clip)
- Lex The Impaler
- North Pole # 11
- Screw My Wife Please # 12
- Service Animals # 4
- Sodomania # 38

## Prêmios
- 2003 - Barcelona International Erotic Film Festival  (Audience Ninfa) - Melhor Atriz
- 2001 - Barcelona International Erotic Film Festival  (Ninfa) - Melhor Atriz - Virtualia Séries